# Нунавик

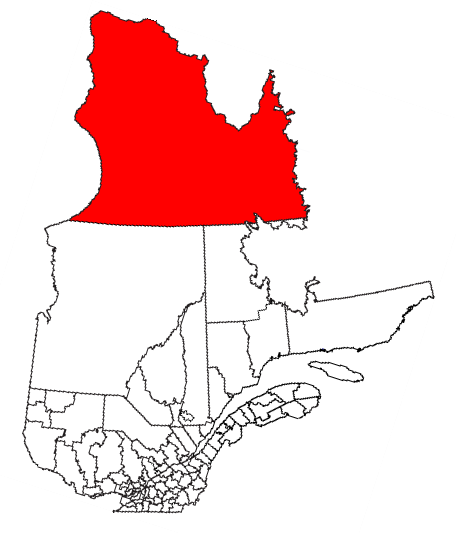
Нунавик на карте Квебека

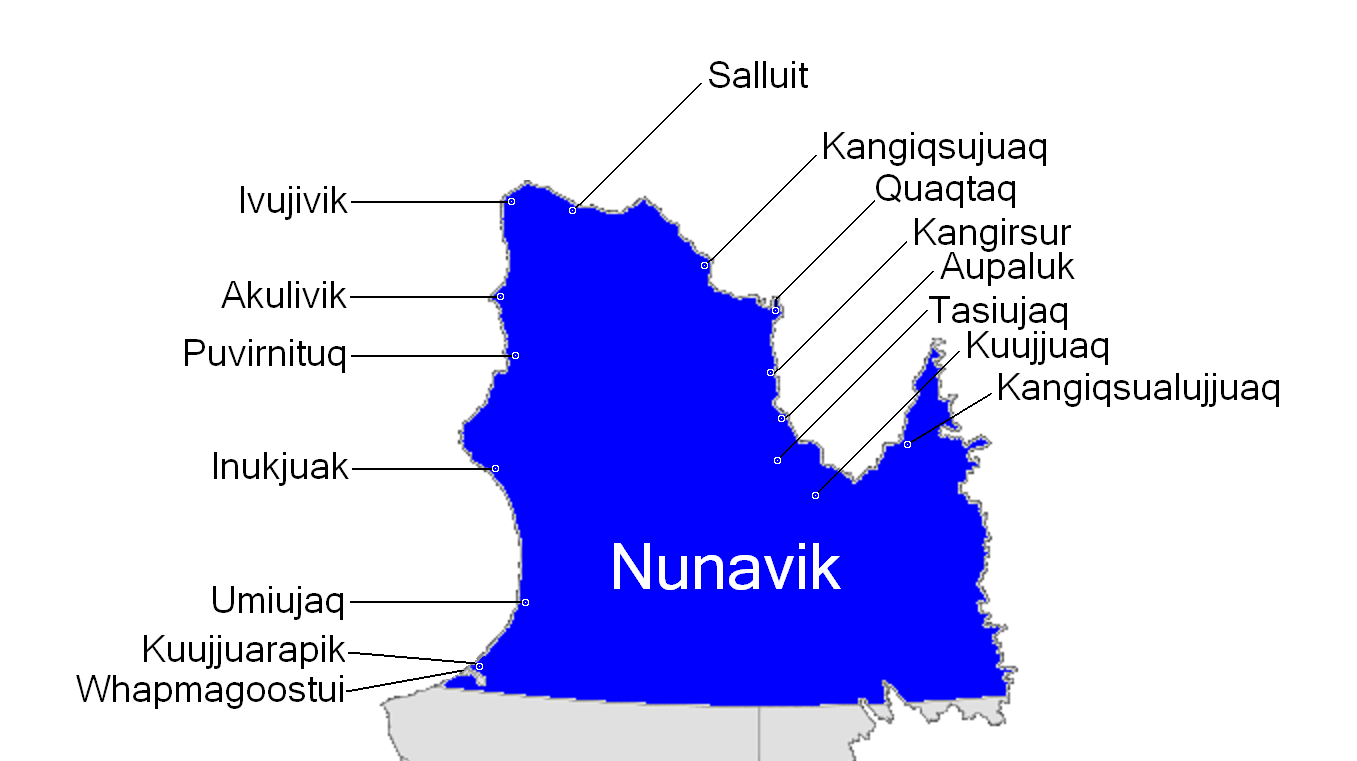
Населённые пункты Нунавика

Нунавик (фр. Nunavik, инуктитут ᓄᓇᕕᒃ) — один из трёх районов региона Север Квебека в провинции Квебек, Канада. Занимает северную половину региона Северный Квебек, выше 55-й параллели. От территории Нунавута этот район отделяется Гудзоновым заливом на западе и Гудзоновым проливом вместе с заливом Унгава на севере.
Площадь — 443 685 км². В центре — полуостров Унгава. Климат суров. Нунавик покрывают тундры, на крайнем юге — тайга.
Численность населения составляет 11 627 (2006), 12 090 (2011), быстро растёт за счёт высокого естественного прироста коренных жителей — инуитов (эскимосов), которые составляют свыше 90 % населения. Их родной язык — нунавиммиутитут.
Столица — Кууджуак.
Официальные языки — нунавиммиутитут (родной для 90 % населения), французский и английский. Нунавик имеет своё правительство — Кативик.
На территории Нунавика расположены три метеоритных кратера: Пингуалуит (также именуемый Нью-Квебеком), Кутюр и Ла-Муанери.
Среди рек Нунавика можно выделить Каниаписко, Арно, Ковик.
Недалеко от аэропорта Каттиниг/Дональдсон находится никелевый рудник Раглан.